# Páni z Dubé (Benešovici)
Páni z Dubé byli českou šlechtickou rodinou pocházející z rozrodu Benešoviců erbu zavinuté střely. Jméno pochází od hradu Dubá v Posázaví.
Neměli společné předky s pány z Dubé z rodu Ronovců.

## Původ rodu
Rod získal přídomek podle hradu Dubá, dnes Stará Dubá v Posázaví. Trať tzv. Posázavského pacifiku prochází proti osadě Poddubí mezi podhradím a vlastním hradem.
Za zakladatele této rodové větve Benešoviců je pokládán Matouš, který se v pramenech uvádí roku 1233. Tento měl syna Ondřeje, stejné jméno bylo pak v rodu udržováno až do počátku 15. století. Jeden z Ondřejů postavil v roce 1283 hrad nazvaný Dubá (dnes Stará Dubá). V polovině 14. století se uvádějí bratři Ondřej a Jan z Dubé. Ondřej († 1361) měl syny Beneše († 1391), Ondřeje († 1412) a Václava († 1400). 
Beneš († 1391), který postavil hrad Lešno (Líšno), měl za ženu Markétu ze Zvířetic a s ní měl potomky Ondřeje Roháče († 1411), Haška, Václava, Annu a Beneše zvaného Libun.

## Ondřej z Dubé
Ondřej byl významným českým pánem na dvoře Karla IV. Zastával funkce zemského sudího od roku 1343, za Karla IV. nejvyššího zemského sudího, při jeho druhé výpravě v letech 1368–1369 do Říma spolu se svým bratrem Benešem mistra královské komory (císařovy finanční komory). Po smrti Karla IV. byl popravčím ve Vltavském a Kouřimském kraji, místo soudce však musel roku 1394 po letech služby u Václava IV. opustit.
Václav IV. se mu odvděčil za mnohaleté služby v roce 1405 předáním hradu Zlenice u Sázavy, kde skoro stoletý během zimy 1412 až 1413 zemřel. Byl bezdětný. Napsal a až do své smrti stále doplňoval dílo Výklad na právo země české.

## Václav z Dubé
Václav (Vaněk) († 1400) držel hrad Dubou a humpolecké zboží s hradem Orlíkem. Účastnil se domácích válek na konci 14. století, byl spojencem krále Václava IV. v boji s panskou jednotou. Měl potomky Anežku, Heřmana (byl duchovním) a Jindřicha, který zemřel bez mužského potomka.

## Ondřej Roháč
Ondřej Roháč († 1411) založil jednu rodovou větev, jeho synem byl známý český šlechtic Jan Roháč z Dubé († 9. září 1437). Ten měl syny Zbyňka a Jana. Zbyňkovi synové zemřeli na počátku 16. století, Vilém roku 1512, Jindřich roku 1521 a Jan padl v bitvě u Moháče roku 1526. Jimi vymřela tato rodová větev po meči. Dalším synem Ondřeje Roháče byl Ondřej, který padl v roce 1424 v bitvě u Malešova. Jeho manželkou byla dcera Jana Žižky z Trocnova, se kterou měl tři syny: Petra, Kuneše a Ondřeje. Petr založil rodovou větev z Mrače (Mračtí z Dubé), která vymřela až v 17. století. Kuneš Rozkoš z Dubé se dal na dráhu loupežného rytíře a jeho hrad Zbořený Kostelec byl roku 1450 obležen a dobyt. Beneš (Libun) († 1398) měl stejnojmenného syna, jeho vnukové zemřeli do roku 1475, čímž vymřela i tato rodová větev.